# Федеральный исследовательский центр вирусологии и микробиологии
Федеральное государственное бюджетное научное учреждение «Федеральный исследовательский центр вирусологии и микробиологии» (ФГБНУ ФИЦВиМ) — научная организация, находящаяся в посёлке Вольгинский около города Покров Владимирской области. Занимается разработкой и внедрением средств и методов ветеринарной защиты животных от особо опасных и экзотических инфекционных болезней, включая зооантропонозы (болезни, общие для человека и животных).
Центр учреждён в 2017 году на основе существовавшего с 1958 года Всероссийского научно-исследовательского института ветеринарной вирусологии и микробиологии (ГНУ ВНИИВВиМ Россельхозакадемии), к которому приказом директора ФАНО России от 20 января 2017 г. № 14 были присоединены Саратовский научно-исследовательский ветеринарный институт (Саратовский НИВИ), Самарская научно-исследовательская ветеринарная станция (СамНИВС) и Научно-исследовательский ветеринарный институт Нечернозёмной зоны Российской Федерации («НИВИ НЗ России»).

## История создания и развития института
Всесоюзный научно-исследовательский институт ветеринарной вирусологии и микробиологии (ВНИИВВиМ был учреждён приказом Министра сельского хозяйства СССР № 300 от 13 ноября 1958 года. Первоначально институт располагался в посёлке Битца Московской области на территории Битцевского сельскохозяйственного техникума. С 1965 года местом его постоянной дислокации стал Петушинский район Владимирской области в 4 км от города Покров.
До 1991 года институт находился в непосредственном подчинении Главного управления научно-исследовательских и экспериментально-производственных учреждений МСХ СССР. В 1991 году переименован в Всероссийский научно-исследовательский институт ветеринарной вирусологии и микробиологии и включён в состав Российской академии сельскохозяйственных наук (ВНИИВВиМ Россельхозакадемии) в соответствии с приказами Президента Россельхозакадемии и министра сельского хозяйства РСФСР № 151/78-пк от 3 декабря 1991 года. С 2002 года имел статус государственного научного учреждения.
Первым директором ВНИИВВиМ (1958—1962 гг.) был один из основоположников отечественной ветеринарной вирусологии, известный учёный-вирусолог, академик Россельхозакадемии, профессор Сюрин В. Н. Он стоял у истоков создания нового института и формирования его коллектива. История института тесно связана с деятельностью таких известных учёных, как профессора Д. А. Цуверкалов, И. А. Бакулов, С. Б. Логгинов, Л. М. Пичугин, В. П. Назаров, И. А. Чистяков, В. А. Сергеев, О. Н. Горбунов, Е. Е. Никитин, Г. Г. Юрков, Н. И. Митин, В. М. Колосов, Н. И. Архипов, Д. Ф. Осидзе, В. И. Бурцев, Н. М. Урванцев, И. Ф. Вишняков, Г. А. Сафонов, В. А. Гаврилов, В. В. Макаров, Н. А. Лагуткин, В. И. Жестерев, Е. М. Хрипунов, В. А. Бударков.
В разные годы институт возглавляли: крупный учёный-эпизоотолог, профессор Лактионов А. М. (1962—1963 гг.); видный учёный-эпизоотолог и микробиолог, академик Россельхозакадемии, Герой Социалистического Труда Бакулов И. А. (1963—1990 гг.); известный учёный-вирусолог, эпизоотолог, крупный специалист в области диагностики и профилактики инфекционных болезней животных, член-корреспондент Россельхозакадемии, профессор Вишняков И. Ф. (1990—2000 гг.); известный учёный-микробиолог В. М. Котляров (2000—2005 гг.). С 2005 года по настоящее время институтом, а затем созданным на его базе ФГБНУ ФИЦВиМ руководит доктор ветеринарных наук, профессор РАН Денис Владимирович Колбасов.
Согласно приказу Федерального агентства научных организаций (далее — ФАНО России) от 20 января 2017 года № 14 институт реорганизован в форме присоединения к нему Федерального государственного бюджетного научного учреждения «Саратовский научно-исследовательский ветеринарный институт», Федерального государственного бюджетного научного учреждения «Самарская научно-исследовательская ветеринарная станция», Федерального государственного бюджетного научного учреждения «Научно-исследовательский ветеринарный институт Нечернозёмной зоны Российской Федерации» и переименован в Федеральное государственное бюджетное научное учреждение «Федеральный исследовательский центр вирусологии и микробиологии» (ФГБНУ ФИЦВиМ). С 24 июля 2018 г. вошёл в состав Министерства науки и высшего образования.

## Приоритеты
Фундаментальные и прикладные исследования инфекционных болезней млекопитающих и птиц;
Глобальный мониторинг инфекционных болезней животных и разработка прогнозов возникновения и распространения особо опасных и экзотических инфекционных болезней животных в РФ;
Разработка и внедрение средств и методов диагностики, профилактики и борьбы с особо опасными, экзотическими и малоизученными инфекционными болезнями животных;
Диагностические исследования на инфекционные болезни сельскохозяйственных, домашних, промысловых и диких животных;
Консультации по вопросам диагностики, профилактики и мерам борьбы с инфекционными болезнями животных.
За время своего существования ФГБНУ ФИЦВиМ стал крупным научно-исследовательским учреждением, имеющим необходимые условия для безопасной и эффективной работы на современном научно-методическом уровне. В Центре имеется хорошая материально-техническая база (лабораторные, виварные и производственные корпуса, лабораторное и специальное оборудование); созданы и поддерживаются обширные коллекции возбудителей вирусных и бактериальных болезней, клеточных культур тканей. Созданы и продолжают развиваться научные школы по ветеринарной вирусологии, эпизоотологии, диагностике вирусных болезней, биотехнологии. Центр имеет лицензии на производство и реализацию ветеринарных препаратов, лабораторно-диагностическую деятельность, право ведения образовательной деятельности в сфере высшего профессионального образования (аспирантура).
За прошедшие годы в Центре сформировался работоспособный коллектив высококвалифицированных специалистов. В лабораториях и научных отделах института и его филиалах работают 8 докторов и 28 кандидатов наук, в том числе 8 профессоров, 2 заслуженных деятеля науки РФ. Среди сотрудников Центра есть экономисты, бухгалтера, инженерно-технические работники, обслуживающий персонал.
Научно-исследовательская работа всего коллектива ФГБНУ ФИЦВиМ направлена на фундаментальные и прикладные исследования инфекционных болезней млекопитающих и птиц создание нового поколения средств и методов диагностики, специфической и неспецифической профилактики и терапии, разработку новых технологий производства биопрепаратов, обеспечивающих устойчивое ветеринарное благополучие животноводства России. Исследования проводятся на современном научном уровне, с широким использованием комплекса методов вирусологии, бактериологии, молекулярной и клеточной биологии, генной инженерии, биотехнологии и биоинформатики. Многие научные разработки защищены авторскими свидетельствами и патентами.
В настоящее время ФГБНУ ФИЦВиМ, организованный на базе ГНУ ВНИИВВиМ, является одним их ведущих научных учреждений России по проблемам ветеринарной микробиологии, вирусологии, эпизоотологии.
За время своего существования Центр стал крупным научно-исследовательским учреждением, имеющим необходимые условия для безопасной и эффективной работы на современном научно-методическом уровне. В ФГБНУ ФИЦВиМ имеется хорошая материально-техническая база (лабораторные, виварные и производственные корпуса, лабораторное и специальное оборудование); созданы и поддерживаются коллекции возбудителей вирусных и бактериальных болезней, клеточных культур тканей. Центр имеет лицензии: на осуществление производства лекарственных средств для ветеринарного применения, фармацевтической деятельности, деятельности, связанной с использованием возбудителей инфекционных заболеваний, образовательной деятельности по подготовке кадров высшей квалификации. Создан Испытательный центр (ИЦ), аккредитованный на техническую компетентность и независимость в соответствии с требованиями ГОСТ ISO 17025 (аттестат аккредитации РОСС RU.0001.21ПЕ78 от 23 октября 2014 г., подтверждение компетенции в рамках государственной услуги 12930 ГУ на основании Приказа № Пк 1-284 от 03 марта 2020 г.). Область аккредитации ИЦ — исследования (испытания) биологических объектов (животные, птица, рыба), объектов окружающей среды по микробиологическим показателям (бактерии, вирусы).
По результатам исследований опубликовано 4692 статей, в том числе и в международных научных журналах, входящих в базу данных Web of Science и Scopus. Фундаментальные научно-исследовательские работы Центра ориентированы на получение новых научных знаний в области эпизоотологии, молекулярной биологии, вирусологии, бактериологии, биотехнологии и биологической безопасности. Разработаны и внедрены в ветеринарную практику диагностические тест-системы для выявления возбудителей африканской и классической чумы свиней, оспы овец и коз, блютанга, вирусной геморрагической болезни кроликов, миксоматоза и др. Разработано более 50 вакцинных препаратов, которые востребованы ветеринарной практикой во многих регионах Российской Федерации и в странах СНГ. Зарегистрировано 480 изобретений, одно открытие.

## Научная деятельность
ФГБНУ ФИЦВиМ в своей деятельности руководствуется Федеральным законом «О науке и научно-технической политике» № 127-фз от 23 августа 1996 года (с изменениями от 1998 и 2000 гг.), законодательными и нормативными актами, действующими на территории Российской Федерации и Уставом института. Научная деятельность института осуществляется в рамках федеральных и отраслевых целевых научно-технических программ, грантов, международных проектов и прямых договоров. ФГБНУ ФИЦВиМ решает следующие задачи: изучает биологию и генетику возбудителей вирусных и бактериальных болезней; механизмы взаимодействия вируса с клетками; разрабатывает методы получения, хранения и производства культур клеток и питательных сред; комплектует банки штаммов культур клеток; комплектует и поддерживает коллекцию штаммов и изолятов возбудителей инфекционных болезней и антисывороток к ним; изыскивает оптимальные условия поддержания, селекции и длительного консервирования имеющихся в музее микроорганизмов; изучает эпизоотологию инфекционных болезней животных и разрабатывает меры борьбы с ними, совершенствует методы мониторинга инфекционных болезней и прогнозирует их появление и распространение на территории страны; разрабатывает и совершенствует средства и методы лабораторной диагностики особо опасных и экзотических инфекционных болезней и индикации возбудителей; проводит диагностические исследования при подозрении на особо опасные и экзотические инфекционные болезни животных; разрабатывает средства и методы специфической и неспецифической профилактики и химиотерапии вирусных и бактериальных болезней животных; разрабатывает средства и методы массовой, в частности, аэрозольной и пероральной иммунизации животных; совершенствует и разрабатывает технологию производства вакцинных и диагностических препаратов; координирует совместные научные исследования в научных учреждениях и организациях других министерств и ведомств; ведёт образовательную деятельность по подготовке научных кадров высшей квалификации (аспирантура, докторантура, соискательство).
В ФГБНУ ФИЦВиМ разработаны современные средства и методы лабораторной диагностики африканской чумы свиней, классической чумы свиней, чумы крупного рогатого скота, контагиозной плевропневмонии крупного рогатого скота, блутанга, гриппа птиц, ньюкаслской болезни, оспы овец и коз, бешенства, сибирской язвы, эпизоотической геморрагической болезни оленей, геморрагической болезни кроликов, пограничной болезни овец, болезни Найроби, болезни Ибараки, болезни Акабане и других особо опасных, зооантропонозных и экзотических инфекционных болезней животных. Предложены схемы и методы индикации (обнаружения) возбудителей этих болезней в объектах ветеринарного надзора и окружающей среде на основе достижений молекулярной биологии и генной инженерии.

### Аспирантура
С 1962 года во ВНИИВВиМ организована и функционирует аспирантура по очной форме обучения. На основании лицензии серия 90Л01 № 0009744, выданной 05 октября 2017 г. Федеральной службой по надзору в сфере образования и науки и Свидетельства о государственной аккредитации серия 90А01 № 0002838, выданного 09 ноября 2017 г. Федеральной службой по надзору в сфере образования и науки, обучение аспирантов ведётся по 3 специальностям, утверждённым приказом № 2702 Минобрнауки России 09 ноября 2017 г. Перечень направлений подготовки обучения по программам подготовки научно-педагогических кадров в аспирантуре: биологические науки, биотехнология (в том числе бионанотехнологии), вирусология, ветеринария и зоотехния, ветеринарная микробиология, вирусология, эпизоотология, микология с микотоксикологией и иммунология.

## Продукция
В настоящее время институт выпускает качественные, высокоэффективные, имеющие сертификаты соответствия биопрепараты для диагностики, профилактики и лечения инфекционных болезней животных: вакцины, диагностикумы, химиопрепараты.